# Asconiscus simplex
Asconiscus simplex is een pissebed uit de familie Asconiscidae. De wetenschappelijke naam van de soort werd in 1899 voor het eerst geldig gepubliceerd door Georg Ossian Sars.